# Semnul egal

O binecunoscută egalitate din matematică în care apare semnul „egal”

Semnul egal este simbolul matematic =, care este folosit pentru a indica egalitatea în sens bine definit. Într-o ecuație el este plasat între două expresii care au aceeași valoare, sau pentru care se studiază condițiile în care au aceeași valoare.
În Unicode și ASCII, are codul U+003D. A fost inventat în 1557 de către Robert Recorde.

## Istoric
Etimologia cuvântului „egal” provine din latină æqualis și aequus = deopotrivă, egal.

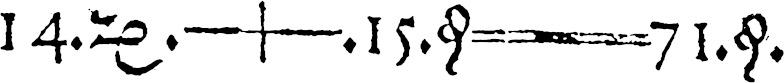
Prima utilizare a semnului egal, echivalent cu 14x+15=71 în notația modernă. Din The Whetstone of Witte (1557) de Robert Recorde

Simbolul „=”, acum universal acceptat în matematică pentru egalitate, a fost folosit pentru prima dată în 1557 de matematicianul galez Robert Recorde în The Whetstone of Witte. Forma originală a simbolului era mult mai lungă decât forma actuală. În cartea sa, Recorde explică simbolul său ca „Gemowe lines”, adică „linii gemene” (din latină gemellus = gemeni).
„Simbolul = nu a devenit popular imediat. Simbolul || a fost folosit de unii și æ (sau œ), din latină aequalis, a fost folosit pe scară largă în anii 1700” (History of Mathematics, Universitatea Saint Andrews).

## Folosirea în matematică și programare
În matematică semnul egal poate fi folosit ca o simplă declarație a unui caz specific  (x = 2), sau pentru a crea definiții (fie x = 2), instrucțiuni condiționale (dacă x = 2, atunci ...), sau pentru a exprima o echivalență universală (identitate)((x + 1)² = x² + 2x + 1).
Primul limbaj de programare important care a folosit semnul egal a fost versiunea originală a Fortran, FORTRAN I, concepută în 1954 și implementată în 1957. În Fortran, = servește ca operator de atribuire: X = 2 setează valoarea lui X la 2. Aceasta seamănă oarecum utilizării lui = într-o definiție matematică, dar cu semantică diferită: expresia care urmează după = este mai întâi evaluată și se poate referi la o valoare anterioară a lui X. De exemplu, atribuirea X = X + 2 crește valoarea lui X cu 2.
Alt limbaj de programare, ALGOL, care a fost proiectat în 1958 și implementat în 1960, includea un operator relațional care testa egalitatea, permițând construcții precum dacă x = 2, având în esență aceeași semnificație a lui = ca și utilizarea condițională în matematică. Semnul egal a fost rezervat pentru această utilizare.
Ambele utilizări au rămas comune în diferite limbajele de programare de la începutul secolului al XXI-lea. La fel ca în Fortran, = este folosit pentru atribuire în limbaje precum C, Perl, Python, Awk și descendenții lor. Dar = este folosit pentru egalitate și nu pentru atribuire în familia Pascal, Ada,  Eiffel, APL și alte limbaje.
Câteva limbaje, ca BASIC și PL/I, au folosit semnul egal pentru a însemna atât atribuire, cât și egalitate, funcția lor fiind dată de context. Totuși, în majoritatea limbilor în care = are una dintre aceste semnificații, pentru atribuire se folosește un caracter diferit sau, mai des, o secvență de caractere. După ALGOL, majoritatea limbilor care folosesc = pentru egalitate folosesc := pentru atribuire, deși APL, cu setul său de caractere speciale, folosește o săgeată îndreptată spre stânga.
Fortran nu a avut un operator de egalitate (a fost posibilă doar compararea unei expresii cu zero, folosind instrucțiunea IF aritmetic) până la lansarea în 1962 a FORTRAN IV, care a folosit patru caractere .EQ. pentru a testa egalitatea. Limbajul B a introdus utilizarea lui == pentru acest sens, care a fost copiat de descendentul său C și de majoritatea limbajelor ulterioare, unde = înseamnă atribuire.

## Simboluri înrudite

### Aproximativ egal
Simboluri folosite pentru a desemna elemente care sunt „aproximativ egale” sunt următoarele:
- ≈ (U+2248 aproape egal, LaTeX \approx)
- ≃ (U+2243 asimptotic egal, LaTeX \simeq), o combinație între ≈ și =
- ≅ (U+2245 aproximativ egal, LaTeX \cong), altă combinație între ≈ și =, care uneori indică un izomorfism sau congruență
- ∼ (U+223C tildă, LaTeX \sim), care este, și ea folosită pentru a indica proporționalitatea sau asemănarea, că sunt înrudite printr-o relație de echivalență, sau pentru a indica faptul că o variabilă aleatoare are o distribuție de probabilitate anume.

### Inegal
Simbolul folosit pentru a desemna o inegalitate (când elementele nu sunt egale) este semnul ≠ (U+2260). În LaTeX, acest lucru se face cu comanda „\neq”.
Majoritatea limbajelor de programare, care se limitează la setul de caractere ASCII pe 7 biți și caracterele care se pot tasta, folosesc ~=, !=, /= sau <> pentru a reprezenta operatorul boolean de inegalitate.

### Identitate
Simbolul ≡ (U+2261, LaTeX \equiv) este adesea folosit pentru a indica o identitate, o definiție (care poate fi reprezentată și prin U+225D (egal prin definiție) sau U+2254 (două puncte egal), sau o congruență în aritmetica modulară⁠(d).

## Folosire incorectă
Semnul egal este uneori folosit incorect în cadrul unei demonstrații pentru a conecta etapele matematice într-un mod nestandard, în loc de a arăta egalitatea (în special de către elevii începători în matematică).
De exemplu, pentru a face pas cu pas suma numerelor 1, 2, 3, 4 și 5 s-ar putea scrie, incorect:
1 + 2 = 3 + 3 = 6 + 4 = 10 + 5 = 15.
Structural, asta pare a fi o prescurtare pentru:
([(1 + 2 = 3) + 3 = 6] + 4 = 10) + 5 = 15,
dar notația este incorectă, deoarece fiecare parte a egalității are o valoare diferită. Dacă este interpretată așa cum trebuie ar presupune că:
3 = 6 = 10 = 15 = 15.
O versiune corectă ar fi:
1 + 2 = 3, 3 + 3 = 6, 6 + 4 = 10, 10 + 5 = 15.
Această dificultate rezultă din utilizări diferite ale semnului. În clasele mici, concentrate pe aritmetică, semnul egal poate fi considerat operațional; la fel ca butonul = al unui calculator de buzunar, unde apăsarea lui cere rezultatul unui calcul. Începând cu cursurile de algebră, semnul capătă un sens relațional de egalitate între două extresii. Confuzia între cele două utilizări ale semnului persistă uneori chiar și la nivel universitar.